# Enzo Fernández (1995)
Enzo Alan Zidane Fernández (Bordeaux, 24 maart 1995)- alias Enzo Fernández - is een voormalig Spaans-Frans voetballer die doorgaans als offensieve middenvelder speelde. Fernández is een zoon van Zinédine Zidane.
Enzo is de broer van doelman Luca Zidane. 

## Clubcarrière
Enzo Fernández speelde sinds 2004 in de jeugdacademie van Real Madrid. Op 6 september 2011 werd hij door José Mourinho uitgenodigd om deel te namen aan de training van het eerste elftal. Op 5 augustus 2013 werd hij toegevoegd aan de selectie van Real Madrid Juvenil A, waarmee hij in Europa zevenmaal actief was in de UEFA Youth League 2013/14, waarin hij 3 assists gaf maar niet wist te scoren. Het team haalde de halve finales, maar werd daarin met 4-0 uitgeschakeld tegen Benfica. Met Juvenil A  won Fernández in 2014 het kampioenschap van de División de Honor, de hoogste jeugdcompetitie van Spanje. Ook speelde hij 8 bekerwedstrijden, waarin hij eenmaal scoorde.
Het seizoen 2014/15 speelde hij vooral bij Real Madrid C. Op 16 november 2014 debuteerde hij voor het hogere Real Madrid Castilla in de Segunda División B tegen UB Conquense. Hij mocht na 66 minuten invallen voor Burgui.
Bij aanvang van het seizoen 2015/16 werd de aanvallende middenvelder benoemd tot aanvoerder van de selectie. In de eerste competitiewedstrijd tegen CD Ebro scoorde Fernández eenmaal en won Castilla met 5-1.
Hij maakte op 28 juli 2016 in de 46ste minuut zijn officieuze debuut in de hoofdmacht van Real Madrid, tijdens een oefenwedstrijd in de International Champions Cup tegen Paris Saint-Germain (1-3 verlies).
Nadat zijn contract niet werd verlengd bij Real Madrid, tekent hij op 29 juni 2017 voor 3 seizoenen bij Deportivo Alaves.  Na een halfjaar en 2 wedstrijden vertrekt hij alweer transfervrij naar Lausanne Sport. Hier speelt hij aardig wat wedstrijden, maar wordt met ingang van het nieuwe seizoen toch verhuurd aan Rayo Majadahonda. Hier speelt hij bijna alle wedstrijden. Maar na zijn verhuurperiode wordt zijn contract in Zwitserland in overleg met de clubleiding ontbonden. 
Hierna gaat het verder bergafwaarts met zijn voetbalcarrière. Hij speelt nog een halfjaar voor CD Aves en een halfjaar voor UD Almeria. In oktober wordt zijn contract aldaar verscheurd en tekent hij na bijna een jaar bij Rodez AF.   Ook hier was het geen succes. Na een seizoen vertrekt hij alweer naar CF Fuenlabrada.  Ook hier vertrekt hij na één seizoen, ondanks dat hij 29 wedstrijden voor de club speelde. Op 25 september 2024, nadat hij al meer dan een jaar op zoek is geweest naar een nieuwe club, laat Enzo weten dat hij een punt achter zijn loopbaan zet. 

## Carrièrestatistieken
| Seizoen | Club                  | Competitie                   | Competitie | Competitie |
| Seizoen | Club                  | Competitie                   | Wed.       | Dlp.       |
| ------- | --------------------- | ---------------------------- | ---------- | ---------- |
| 2013/14 | Real Madrid Juvenil A | División de Honor            | 25         | 7          |
| 2014/15 | Real Madrid C         | Tercera División             | 27         | 4          |
| 2014/15 | Real Madrid Castilla  | Segunda División B           | 8          | 0          |
| 2015/16 | Real Madrid Castilla  | Segunda División B           | 38         | 2          |
| 2016/17 | Real Madrid Castilla  | Segunda División B           | 32         | 5          |
| 2017/18 | Deportivo Alavés      | Primera División             | 2          | 0          |
| 2017/18 | FC Lausanne-Sport     | Super League                 | 16         | 2          |
| 2018/19 | → Rayo Majadahonda    | Segunda División             | 33         | 0          |
| 2019/20 | CD Aves               | Primeira Liga                | 11         | 2          |
| 2019/20 | UD Almeria            | Segunda División             | 3          | 0          |
| 2021/22 | Rodez AF              | Ligue 2                      | 15         | 0          |
| 2022/23 | CF Fuenlabrada        | Primera Federación - Grupo I | 28         | 1          |
| Totaal  | Totaal                | Totaal                       | 238        | 23         |

## Interlandcarrière
Enzo Fernández mag zowel voor Frankrijk als voor Spanje uitkomen. In 2014 werd hij geselecteerd voor Frankrijk –19.

## Voetbalnaam
Enzo Alan Zidane y Fernández is de zoon van de voormalig voetballer Zinédine Zidane en Véronique Lentisco y Fernández. Hij werd vernoemd naar de Uruguayaan Enzo Francescoli. De uitspraak van zijn volledige naam is [ˈɛntso aˈlɑ̃ zidan i ferˈnandeθ]. Zoals gebruikelijk in Spanje, wordt bij de burgerlijke stand behalve de achternaam van de vader (Zidane) ook de achternaam van de moeder (Fernández) in de volledige naam opgenomen. Als voetballer heeft Enzo Zidane er echter voor gekozen om de nadruk te leggen op zijn apellido materno en zich binnen de voetballerij onder de naam Enzo Fernández te differentiëren van zijn beroemde vader. Eveneens wordt hij kortweg Enzo genoemd.

## Erelijst
Jeugd
- División de Honor Juvenil: 2014 (Real Madrid)